# Scott Niedermayer
Scott Niedermayer (Edmonton, 31 agosto 1973) è un allenatore di hockey su ghiaccio ed ex hockeista su ghiaccio canadese professionista che giocava nel ruolo di difensore. Ha giocato nella National Hockey League con la maglie dei New Jersey Devils, dei Mighty Ducks. e dei Anaheim Ducks. Ha vinto 4 Stanley Cup ed è membro del Triple Gold Club.